# سالواتوره رینا
سالواتوره رینا مشهور به توتو (سیسیلی: Totò the Short; ۱۶ نوامبر ۱۹۳۰ – ۱۷ نوامبر ۲۰۱۷) گانگستر اهل ایتالیا و رهبر مافیای سیسیل بود. وی از مخوف‌ترین پدرخوانده‌های مافیا و رئیس یکی از تبهکارترین گروه‌های جنایتکار به نام کوزا نوسترا (Cosa Nostra) بود.

## زندگی‌نامه
رینا در ۱۶ نوامبر ۱۹۳۰ در خانواده‌ای بسیار فقیر و کشاورز در دهکده کورلئونه، سیسیل به دنیا آمد.
پدرش زمانی که او ۱۳ ساله بود کشته شد و در ۱۹ سالگی به مافیای محل پیوست. او برای اثبات خود و ورود به مافیا یک نفر را به قتل رساند و به ۶ سال حبس در زندان محکوم شد.
پس از آزادی به لوچیانو لجیو، یکی از تبهکاران آن زمان کمک کرد تا رئیس خانواده کورلئونه را بکشد.
او سپس سرپرستی گروهی را برای به قتل رساندن یکی دیگر از رؤسای مافیا بر عهده گرفت. به این ترتیب توانست وسعت قدرت و عملیات خانواده کورلئونه را تا پالرمو، پایتخت سیسیل گسترش دهد.
از زمانی که لجیو در ۱۹۷۴ بازداشت شد، رینا پدرخوانده خانواده کورلئونه شد.
او توانست بعد از آن رهبری باند تبهکار کوزا نوسترا را نیز به دست گیرد و در طول دهه ۱۹۷۰ با رونق قاچاق هرویین به ایالات متحده آمریکا به ثروت هنگفتی دست یافت.
مافیا به بی‌رحمی معروف است، اما اقدامات رینا به حدی وحشیانه بود که به او لقب «جانور» داده بودند.

انفجار خودروی جووانی فالکونه

فرانچسکو بونگارا می‌گوید:
"او احتمالاً وحشتناک‌ترین و بی رحم‌ترین رئیس مافیا در تاریخ است."
اما رفتار رعب‌آور و وحشیانه او بود که موجب بازداشت و سقوطش شد.
در سال ۱۹۸۱ رینا عملیات حذف رقبایش را آغاز کرد، دوره‌ای که دو سال طول کشید. در این دوره که به «کشتار» معروف شد، جنایتکاران زیادی کشته شدند یا از ترس جان خود و خانواده‌شان پنهان شدند.
سرانجام بسیاری از آن‌ها مهر سکوت را شکستند و علیه رینا شهادت دادند که موجب بازداشت و محکومیت رینا شد.
اما رینا که حاضر نبود تسلیم شود، تا قبل از بازداشت دو قاضی اصلی پرونده، جووانی فالکونه و پائولو بورسلینو را با بمب‌گذاری به قتل رساند. او دستور قتل بیش از ۱۵۰ نفر را صادر کرد.

## دستگیری
رینا حدود ۲۵ سال تحت تعقیب بود تا آنکه در سال ۱۹۹۳ دستگیر و به ۲۶ بار حبس ابد محکوم شد. او دوران محکومیت حبس ابد خود را در زندان می‌گذراند.

## بیماری و مرگ
رینا علاوه بر سرطان کلیه، به بیماری پارکینسون و عارضه قلبی نیز مبتلا بود.
او در کمای مصنوعی و در بیمارستانی در پارما بستری بود. خانواده اش برای بودن در کنارش اجازه ویژه دریافت کرده بودند.
وی در بامداد روز جمعه ۱۷ نوامبر ۲۰۱۷ در سن ۸۷ سالگی در اثر ابتلا به سرطان در بیمارستان شهر پارما درگذشت.